# IntEnz
IntEnz (de l'anglais Integrated relational Enzyme database) constitue la base de données relationnelle de référence de l'Union internationale de biochimie et de biologie moléculaire (IUBMB) décrivant les enzymes connues selon la nomenclature EC.